# Liste de personnalités nées à Boston
 (juin 2008).
Améliorez-le ou discutez des points à vérifier. 
Cet article concerne une liste des personnalités célèbres nées à Boston ou dans son agglomération : 
- Haut – A
- B
- C
- D
- E
- F
- G
- H
- I
- J
- K
- L
- M
- N
- O
- P
- Q
- R
- S
- T
- U
- V
- W
- X
- Y
- Z

## A
- Charles Francis Adams, Sr. -- membre de Chambre des représentants des États-Unis
- John Adams -- Deuxième président des États-Unis
- John Quincy Adams -- sixième président des États-Unis
- Samuel Adams -- personnage clé de la Guerre d'indépendance américaine
- Charles Adler -- Acteur
- Crispus Attucks[réf. nécessaire]
- Norman Abramson[réf. nécessaire] -- créateur d'ALOHAnet
- Joseph Abboud -- créateur de mode
- Casey Affleck -- acteur

## B
- Alpheus Babcock[réf. nécessaire] (1785-1842) (musicien/piano)
- William Perkins Babcock - peintre
- Arthur Baker[réf. nécessaire] - musicien, dj producteur
- Benjamin E. Bates[réf. nécessaire] -- fondateur du Bates College
- Frank Weston Benson[réf. nécessaire]
- Leonard Bernstein -- compositeur, chef d'orchestre... (Lawrence)
- Bobby Brown -- chanteur
- Benzino[réf. nécessaire] -- rappeur
- Charles Bulfinch -- architecte
- Connie Britton -- actrice
- Dana Barros -- joueur de basketball
- Emily Greene Balch -- pacifiste
- Jeff Bagwell -- joueur de baseball
- Phillips Brooks -- pasteur
- Frank Black -- musicien

## C
- Harry Carney --  musicien
- John Cazale -- acteur
- John Cena
- John Ciardi -- poète
- Michael Chiklis -- acteur (Lowell)
- Lenny Clarke[réf. nécessaire] -- acteur
- John Singleton Copley -- artiste
- Dane Cook -- acteur
- Jeff Corwin[réf. nécessaire]
- Jennifer Coolidge -- actrice
- Norm Crosby[réf. nécessaire] -- comédien
- James Michael Curley -- maire de Boston
- Misha Collins -- acteur, producteur et philanthropiste

## D
- Matt Damon -- acteur
- Anne Dudek -- actrice
- Dick Dale -- musicien
- Shem Drowne[réf. nécessaire]
- Michael Dukakis -- gouverneur du Massachusetts (Brookline)
- William Crapo Durant -- fondateur de General Motors
- Eliza Dushku -- actrice (Watertown)
- Mary Dyer [réf. nécessaire] -- quaker anglaise

## E
- Ralph Waldo Emerson -- écrivain
- Chris Evans -- acteur
- Lisa Edelstein -- actrice

## F
- Jacqueline Feke[réf. nécessaire] -- historienne
- Anne Finucane, banquière américaine.
- Benjamin Franklin

## G
- Joy Giovanni[réf. nécessaire] -- catcheuse
- Harold J. Greene -- général de l'Armée américaine
- Jewelle Gomez -- écrivaine, poète, critique et dramaturge
- Angelina Weld Grimké -- écrivaine

## H
- Edward Everett Hale -- écrivain
- Susan Hale --  écrivaine, artiste-peintre et voyageuse
- Anthony Michael Hall -- acteur (quartier West Roxbury)
- John Hancock -- homme politique (Quincy)
- Genevieve Hannelius -- actrice et chanteuse
- Juliana Hatfield[réf. nécessaire] -- musicienne
- Oliver Wendell Holmes [réf. nécessaire]
- Winslow Homer -- peintre

## K
- Madeline Kahn -- actrice
- John F. Kennedy -- 35e président des États-Unis (Brookline)
- Robert Francis Kennedy -- homme politique
- Edward Moore Kennedy -- Sénateur du Massachusetts
- Joseph P. Kennedy, Sr.
- Nancy Kerrigan[réf. nécessaire] -- patineuse artistique

## L
- George Li -- Pianiste
- Dennis Lehane -- écrivain
- Jack Lemmon -- acteur (Newton)
- Henry Cabot Lodge[réf. nécessaire] -- homme politique
- Edward Lawrence Logan[réf. nécessaire] -- homme politique
- Howie Long -- joueur de football américain
- Robert Lowell -- poète [réf. nécessaire]

## M
- Cotton Mather
- Christa McAuliffe -– astronaute
- Jack McCarthy-- poète
- Sean McDonough -- journaliste sportif
- Will McDonough -- écrivain
- Michael McShane -- acteur
- William Monahan -- écrivain et scénariste
- Agnes Moorehead -- actrice
- Samuel Morse -- inventeur

## N
- Jack Nance -- acteur
- Leonard Nimoy -- acteur
- Edward Norton -- acteur
- Chris Nilan -- joueur de hockey retraité de la LNH

## O
- Conan O'Brien -- acteur
- Jen O’Malley Dillon -- femme politique américaine

## P
- Robert Treat Paine
- Sylvia Plath
- Edgar Allan Poe -- écrivain
- Poppy (chanteuse) -- chanteuse

## R
- Paul Revere
- Jonathan Richman -- musicien
- Jeremy Roenick -- joueur de hockey retraité de la LNH
- Eli Roth - acteur, réalisateur, producteur, scénariste
- Daniela Ruah, actrice

## S
- Richard Scarry  -- auteur
- Zilpha Drew Smith -- réformatrice sociale
- James Spader -- acteur
- Louis Sullivan -- architecte
- Donna Summer -- chanteuse
- Sturniolo triplets --- youtubeurs

## T
- Edmund Charles Tarbell -- peintre
- Lofa Tatupu  -- joueur de football américain
- James Vernon Taylor -- chanteur
- William Hale Thompson -- maire de Chicago
- Henry David Thoreau -- poète et écrivain (Concord)
- Jimmy Tingle
- Maura Tierney -- actrice
- Uma Thurman -- actrice
- Jonathan Tucker -- acteur
- Louis Marie Terrier -- neurochirurgien

## U
Uma Thurman

## W
- Barbara Walters -- journaliste
- Donnie Wahlberg -- acteur
- Mark Wahlberg -- acteur et chanteur
- George Weller -- journaliste
- Charles-Edward Amory Winslow -- bactériologiste, expert en santé publique
- Alicia Witt -- actrice
- Dorothy West -- écrivaine
- Brian J. White -- acteur
- Stephanie Wilson -- astronaute

## Y
- Enid Yandell, sculptrice